# Hsio Wen Shih
Hsio Wen Shih war ein chinesisch-US-amerikanischer Architekt und Jazzkritiker.

## Leben
Er war der Sohn eines chinesischen Diplomaten, studierte Architektur am Massachusetts Institute of Technology und entwickelte ein Faible für Jazz. Er wirkte als Kritiker zum Beispiel für Down Beat und für Liner Notes in den 1950er und frühen 1960er Jahren, aber auch zum Beispiel kurzzeitig als Partner von Iggy und Joe Termini in der Leitung des Five Spot Jazzclubs. Er war neben Martin Williams und Nat Hentoff einer der Gründer von The Jazz Review. Er war deren Art Director und rezensierte darin Platten.
Er entwarf auch die Bühne für das 1954 Newport Jazz Festival. Im Jazz Review wird er als Architekt und Experte für Akustik vorgestellt, a student of the music of many cultures.
Ab 1961 war er mit der New Yorker Erbin und Jazzharfenistin Daphne Hellman (1916–2002) verheiratet. Sie war eine bekannte Gesellschaftsdame in New York, war mehrmals verheiratet, unter anderem mit dem Verleger Harry Bull und dem Autor Geoffrey Hellman, arbeitete zeitweise als Schauspielerin und Model und war eine geborene Van Beuren Bayne, Enkelin des Gründers der Seaboard National Bank. Sie spielte später regelmäßig 30 Jahre lang im Village Vanguard und nach dessen Schließung als alte Dame zum Zeitvertreib als Straßenmusikerin in New York, Paris, Hongkong, Sri Lanka und anderen Orten.
Shih verließ sie 1965 und verschwand, ohne sich zu verabschieden. Über seinen weiteren Verbleib nach 1966 ist nichts bekannt. Es gab Gerüchte um einen Suizid, nach anderen ging er nach China zurück.

## Schriften
- The Spread of Jazz and the Big Bands, in Hentoff, McCarthy Jazz 1959, Reprint Da Capo 1975, S. 173–187